# Genal

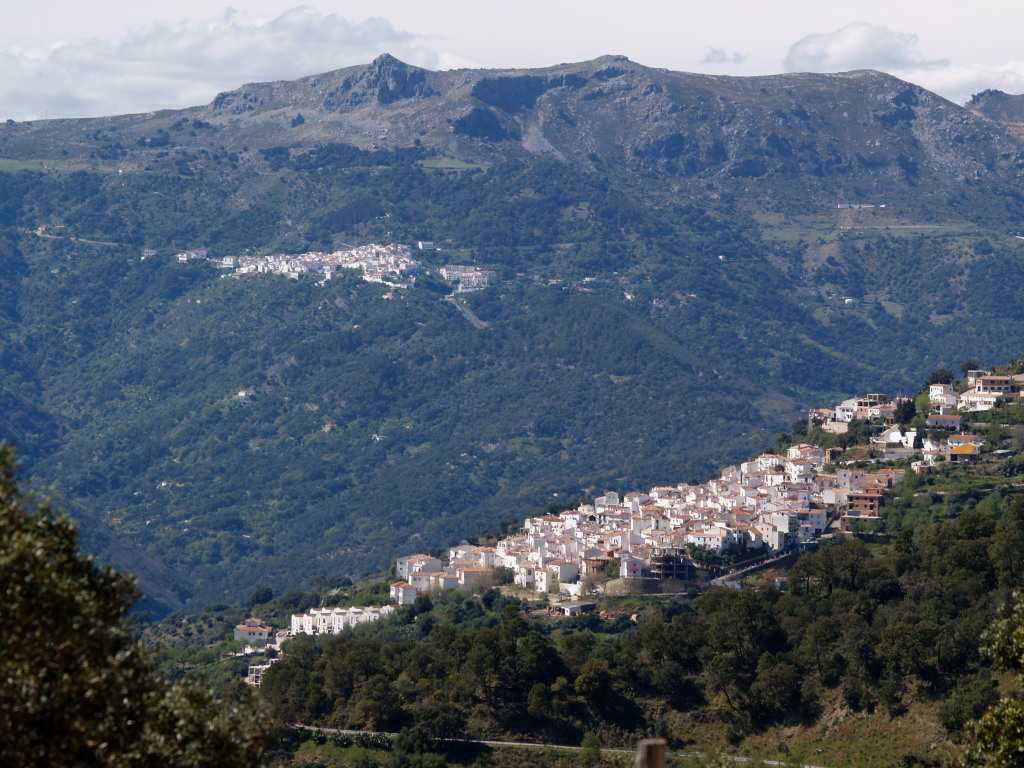
Jubrique und Algatocín im Tal des Río Genal

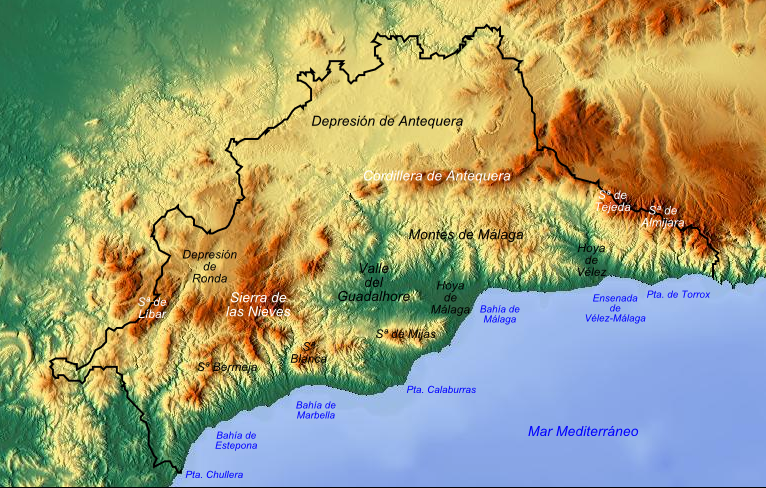
Topografische Karte der Provinz Málaga; das deutlich erkennbare Tal des Río Genal befindet sich im SW.

Der Río Genal ist ein ca. 60 km langer Fluss in den Bergen Andalusiens im Süden Spaniens. Er entspringt beim Ort Igualeja im Süden der Serranía de Ronda im Nordwesten der Provinz Málaga und mündet nahe der Grenze zur Provinz Cádiz in den Río Guadiaro.

## Verlauf
Der Río Genal beginnt als Bach (arroyo), doch viele halten den Río Seco für seinen eigentlichen Quellfluss. Er fließt zunächst in westliche, später dann in südliche Richtungen. Schließlich mündet er auf dem Gebiet der Gemeinde Casares an der Grenze zur Provinz Cádiz in den Río Guadiaro.

## Orte
An den Hängen des zerklüfteten Tals des Río Genal (Valle de Genal) liegen mehrere Ortschaften:
- Alpandeire, Cartajima, Igualeja, Júzcar, Parauta[1]
- Algatocín, Benadalid, Benalauría, Benarrabá, Genalguacil, Jubrique[2]
- Gaucín[3]

## Nutzung
Nahezu der gesamte Oberlauf des Flusses führt durch wilde steinige Landschaften, die zur Bearbeitung und somit zum Anbau von Getreide und zur Ansiedlung von Menschen größtenteils ungeeignet sind. Hier gedeihen jedoch Oliven, Weinreben, Esskastanien und Korkeichen. Der südlich von Gaucín beginnende Unterlauf ist weiträumiger und insgesamt fruchtbarer.

## Geschichte
In den 1450er bis 1480er Jahren wurde das lange Zeit zum Nasridenreich von Granada gehörende Gebiet am Río Genal von den Christen aus den Händen der Mauren zurückerobert (reconquista). Vom 18. bis zum frühen 20. Jahrhundert galt es als Rebellen- und Räubergebiet (bandoleros).